# 新達奇涅 (阿納尼耶夫區)
47°33′32″N 30°7′59″E / 47.55889°N 30.13306°E
新達奇內（烏克蘭語：Новодачне）是位於烏克蘭西南部的村莊，由敖德萨州波季利斯克区的阿南伊夫市鎮負責管轄。該村始建於1895年，面積0.2平方公里，海拔高度174米，2001年人口79，人口密度每平方公里395人。